# İbrahim Kaypakkaya
İbrahim Kaypakkaya (1949 – 18 mai 1973) était un maoïste kurde, qui a fondé le Parti communiste de Turquie/Marxiste-Léniniste (TKP/ML). Il est aujourd'hui vénéré par beaucoup comme un symbole de résistance et comme un agrégateur des idées d'autres grands leaders et penseurs du marxisme-léninisme-maoïsme. Kaypakkaya a été capturé après avoir été blessé dans un affrontement avec l'armée turque dans la province de Tunceli en 1973, et exécuté dans la prison de Diyarbakir quatre mois plus tard.

## Biographie
(novembre 2023).
Ibrahim Kaypakkaya est un révolutionnaire kurde alévi qui est né en 1949 dans le village de Karakaya, rattaché à la sous-préfecture de Sungurlu, elle-même dépendante de la préfecture de Çorum. Il est le fils d'Ali et Medine (Medish) Kaypakkaya du village Gökçam. Issu d’une famille paysanne pauvre, en 1960, il fait connaissance avec les idées révolutionnaires et progressistes.
Grâce à sa soif d’apprentissage et à son énergie, il devient l’un des meilleurs élèves de son école et réussit l’entrée à l’IUFM de Çapa et à l’université de physique d’Istanbul en 1965.
À cette époque, les idées révolutionnaires se répandent parmi les masses, en particulier dans la jeunesse. Ibrahim Kaypakkaya fait partie de ces personnes actives, et dès son entrée à l’université il devient membre de la FKF, la fédération des clubs d’idées, et dirige cette organisation qui adopte les principes du socialisme, et mène des activités antifascistes et anti-impérialistes.
Il s’éloigne peu à peu de l’université, et en 1969-1970, ne mène pas uniquement la lutte chez les étudiants mais aussi chez les ouvriers et les paysans, faisant connaître le marxisme-léninisme partout où il y a grèves, occupations des terres par les paysans[réf. nécessaire].
En 1972, il crée avec ses camarades un parti : le Parti communiste de Turquie/marxiste-léniniste (TKP/ML, en turc : Türkiye Komünist Partisi/Marksist-Leninist). Ibrahim Kaypakkaya a ici joué un rôle historique, en reprenant l’héritage révolutionnaire du TKP/ML et en assumant le marxisme-léninisme.
Le MIT (services secrets turcs) a tout de suite considéré le TKP/ML comme l’organisation la plus dangereuse pour l’ordre établi. Alors qu’ils mènent des actions dans la région de Dersim, Ibrahim Kaypakkaya et ses camarades sont traqués et obligés de se retrancher dans une baraque abandonnée pendant quelques jours. À la suite d'une dénonciation, ils sont attaqués par les gendarmes le 24 janvier 1973. Le compagnon d’armes d’Ibrahim Kaypakkaya, Ali Haydar Yildiz, est tué ; lui aussi est grièvement blessé et laissé pour mort par les gendarmes qui poursuivent d’autres camarades. Il arrive à s’enfuir, se réfugie cinq jours et cinq nuits dans une grotte ; la faim et le froid le poussent à demander de l’aide à des villageois le 29 janvier, mais l’un d’entre eux le dénonce. Il est arrêté et amené au commissariat de Tunceli-Elazig attaché derrière une jeep, puis dans la prison de Diyarbakir. On lui coupe d'abord les pieds, et il résiste pendant 4 mois et demi aux tortures infligées sans rien révéler des structures du TKP/ML, selon le principe « on donne sa vie mais pas ses secrets ». Il est assassiné dans la nuit du 17 au 18 mai 1973[réf. nécessaire].
Il est l’un des premiers à avoir revendiqué et prôné l’indépendance du Kurdistan. Il est aussi l’un des premiers communistes à s’être opposé au kémalisme : « le kémalisme a instauré un régime bourgeois au service de l’impérialisme ». Dans un rapport déclassifié du MIT en 2000, les autorités turques affirment que Kaypakkaya est le révolutionnaire le plus dangereux de sa génération. Il figure aujourd’hui encore comme un modèle politique et militant pour l’extrême-gauche turque, qui commémore chaque année l’anniversaire de sa mort. 50 ans après on se souvient de lui comme critique du kémalisme et défenseur des droits des kurdes pour l'autodétermination.

## Doctrine
La pensée d’Ibrahim Kaypakkaya s’inscrit dans le courant marxiste et maoïste. Ainsi la stratégie menée par le TIKKO (branche armée du TKP/ML) reprend l’idée développée par Mao Zedong d’une « guerre populaire » menée par le parti communiste et s’appuyant sur des « bases rouges », c’est-à-dire des zones libérées par la guérilla.
Ibrahim Kaypakkaya a aussi laissé des écrits concernant la question nationale kurde et le kémalisme, qu’il considérait comme fasciste.

## Divers
- Ibrahim Kaypakkaya aimait lire et écrire des poèmes.
- Plusieurs chansons lui sont dédiées dont notamment : Grup Munzur - Ibrahim yoldaş, Emekçi - İbrahime Ağıt, Ozan Emekçi - Diyarbakır Zindanları et Grup Munzur - İsyan Ateşi.
- Son image est visible dans certaines scènes de films comme Le Mur (Duvar, en turc) de Yılmaz Güney et De l'autre côté de Fatih Akın.
- Son cimetière reste surveillé par les autorités turques[réf. souhaitée].